# Sebastián Molano
Juan Sebastián Molano Benavides (* 4. November 1994 in Paipa) ist ein kolumbianischer Radrennfahrer.

## Sportlicher Werdegang
Seine ersten internationalen Erfolge erzielte Molano auf der Bahn. Nach der Silbermedaille in der Mannschaftsverfolgung im Jahr 2013 wurde er 2014 Panamerikameister in der Mannschaftsverfolgung und im Omnium.
Zur Saison 2015 konzentrierte sich Molano auf den Straßenradsport und wurde Mitglied im damaligen UCI Professional Continental Team Colombia. Nach dessen Auflösung wechselte er zum UCI Continental Team Manzana Postobón, für das er drei Jahre fuhr. Als Sprinter konnte er in jeder Saison Erfolge für sich verzeichnen. Besonders erfolgreich war er ein der Saison 2018, in der er zuerst Panamerikameister im Straßenrennen wurde und dann innerhalb weniger Wochen sechs Siege bei Rennen in China erzielte.
Durch seine Erfolge weckte er das Interesse des UCI WorldTeams UAE Team Emirates, das ihn zur Saison 2019 unter Vertrag nahm. Nach einem Erfolg bei der Tour Colombia 2019 gewann er bei der Ausgabe 2020 drei Etappen und die Punktewertung. Nach anderthalbjähriger Pause folgten 2021 jeweils zwei Etappensiege und der Gewinn der Punktewertung bei der Burgos-Rundfahrt und beim Giro di Sicilia.
Nachdem Molano auf der Zielabfahrt der 6. Etappe des Critérium du Dauphiné 2022 seinem Konkurrenten Hugo Page einen Faustschlag versetzte, wurde er durch die Jury vom weiteren Verlauf der Rundfahrt ausgeschlossen. Bei der Vuelta a España 2022 erzielte er den bis dahin wichtigsten Erfolg seiner Karriere, als er die letzte Etappe in Madrid für sich entschied.
Im Jahr 2023 gewann er eine Etappe der UAE Tour und siegte wenig später beim französischen Kopfsteinpflaster-Rennen Grand Prix de Denain. Nach einem Etappensieg bei der Burgos-Rundfahrt war er auf der 12. Etappe erneut bei der Vuelta a España erfolgreich. 2024 konnte er eine Etappe der Kroatien-Rundfahrt für sich entscheiden. Im Jahr 2025 gewann er das UCI WorldTour Eintagesrennen der Classic Brugge-De Panne im Massensprint. Das Rennen wurde dabei von mehreren Stürzen überschattet.

## Erfolge

### Straße
2016
- eine Etappe Vuelta a Colombia
- eine Etappe Vuelta a la Comunidad de Madrid

2017
- zwei Etappen Volta ao Alentejo

2018
- Panamerikameister – Straßenrennen
- zwei Etappen Tour of Xingtai
- Gesamtwertung, eine Etappe und Punktewertung Tour of China I
- eine Etappe Tour of China II
- zwei Etappen und Punktewertung Tour of Taihu Lake

2019
- eine Etappe Tour Colombia

2020
- drei Etappen und Punktewertung Tour Colombia

2021
- zwei Etappen und Punktwertung Burgos-Rundfahrt
- zwei Etappen und Punktwertung Giro di Sicilia

2022
- eine Etappe Vuelta a España
- eine Etappe Boucles de la Mayenne

2023
- eine Etappe UAE Tour
- Grand Prix de Denain
- eine Etappe Burgos-Rundfahrt
- eine Etappe Vuelta a España
- eine Etappe Tour of Guangxi

2024
- eine Etappe Kroatien-Rundfahrt

2025
- Classic Brugge-De Panne
- eine Etappe Tour de Hongrie

### Bahn
2013
- Panamerikameisterschaften – Mannschaftsverfolgung (mit Jhonathan Restrepo, Fernando Gaviria und Jordan Parra)

2014
- Panamerikameister – Mannschaftsverfolgung (mit Jhonathan Restrepo, Brayan Sánchez und Arles Castro)
- Panamerikameister – Omnium
- Kolumbianischer Meister – Omnium

## Grand-Tour-Platzierungen
| Grand Tour            | 2017 | 2018 | 2019 | 2020 | 2021 | 2022 | 2023 | 2024 |
| --------------------- | ---- | ---- | ---- | ---- | ---- | ---- | ---- | ---- |
| Giro d’ItaliaGiro     | –    | –    | DNF  | DNF  | 126  | –    | –    | 125  |
| Tour de FranceTour    | –    | –    | –    | –    | –    | –    | –    | –    |
| Vuelta a EspañaVuelta | 152  | –    | 143  | –    | DNF  | 126  | 147  | –    |